# Pont del Molí del Sors
El Pont del Molí del Sors és una obra de Taradell (Osona) inclosa a l'Inventari del Patrimoni Arquitectònic de Catalunya.

## Descripció
Construcció civil. Pont d'uns 2,5m. d'ample, format per un gran arc central i un altre de més petit a la banda sud. Està construït aprofitant un esquei que ha obert el riu a la roca, de manera que li serveix de suport.
L'alçada és d'uns 7 m. des de baix el llit fins a la carena del pont. El pas està protegit per unes baranes de pedra sense cap mena de decoració. A les pedres s'hi observen forats o "capades de moro".
L'estat de conservació es força bo llevat les baranes.

## Història
Pont que travessa el riu Gurri prop del molí de Sorts i que uneix els termes de Seva i Taradell.
No tenim cap dada documental ni històrica que ens permeti datar-lo, l'única cosa que podem dir es que un pas damunt el riu hi deu ser des que la zona es habitada i que amb el temps s'ha anat millorant l'estructura fins a tenir l'estructura actual.